# Hilary Mantel
Pour les articles homonymes, voir Mantel.
Œuvres principales
- Série Le Conseiller

Hilary Mary Mantel, née Thompson le 6 juillet 1952 à Glossop dans le Derbyshire et morte le 22 septembre 2022 à Exeter (Devon), est une romancière britannique. Elle a également écrit des nouvelles et des articles de critique littéraire.
Hilary Mantel est particulièrement connue pour sa trilogie de romans historiques Le Conseiller, sur la figure historique controversée Thomas Cromwell, dont les deux premiers tomes lui valent d'obtenir par deux fois en 2009 et en 2012 le Booker Prize, le plus prestigieux prix littéraire britannique.

## Biographie
Hilary Mantel grandit à Glossop dans le Derbyshire dans une famille catholique. Lorsque ses parents se séparent, elle part vivre avec sa mère dans le Cheshire et ne revoit jamais son père. Elle fait sa scolarité dans une école catholique puis étudie à la London School of Economics et à l'université de Sheffield. 
Dès l'adolescence, elle souffre d'endométriose. Après son mariage, elle voyage en Afrique avec son mari géologue. À 27 ans, elle subit une première opération où on lui retire utérus et ovaires. D'autres opérations suivent au fil des années,.
Ses livres publiés depuis 1985 relèvent du genre de l’autofiction ou du roman historique. Elle a été la lauréate surprise du prix Booker en octobre 2009 pour son roman Dans l’ombre des Tudors qui fait revivre Thomas Cromwell, l’un des principaux acteurs de la Réforme en Angleterre et ministre d’Henri VIII, roi d'Angleterre de 1509 à 1547.
En 2012, elle remporte une nouvelle fois ce prix pour son roman Le Pouvoir, suite de Dans l’ombre des Tudors, devenant la première femme à l’emporter deux fois. Elle devient également le troisième écrivain à réussir le doublé avec l’Australien Peter Carey et le Sud-Africain J. M. Coetzee. Elle obtient aussi le prix Costa 2012 pour Le Pouvoir.
En 2013, elle provoque une controverse pour avoir « osé établir un parallèle entre la princesse Kate Middleton », et une « poupée sur laquelle on accroche des tissus, […] un mannequin de vitrine, sans personnalité propre, entièrement définie par ce qu'elle porte ».
Son décès inattendu en 2022 lui vaut les hommages du monde littéraire et de la classe politique britanniques, qui saluent la qualité consistante de son œuvre et la finesse de son regard et de son style.

## Œuvres

### SérieLe Conseiller
1. Dans l'ombre des Tudors, Sonatine, 2013 ((en) Wolf Hall, 2009), trad. Fabrice Pointeau, 809 p.  (ISBN 978-2-35584-170-5)
2. Le Pouvoir, Sonatine, 2013 ((en) Bring Up the Bodies, 2012), trad. Fabrice Pointeau, 432 p.  (ISBN 978-2-35584-249-8)
3. Le Miroir et la Lumière, Sonatine, 2022 ((en) The Mirror and the Light, 2020), trad. Fabrice Pointeau, 1008 p.  (ISBN 978-2-35584-309-9)

### Romans indépendants
- C’est tous les jours la fête des mères, Payot & Rivages, coll. « Littérature étrangère », 2002 ((en) Every Day is Mother’s Day, 1985), trad. Anne Damour, 274 p.  (ISBN 2-7436-0977-X)
- La Locataire, Joëlle Losfeld, coll. « Littérature étrangère », 2009 ((en) Vacant Possession, 1986), trad. Catherine Richard, 294 p.  (ISBN 978-2-07-078734-0)
- (en) Eight Months on Ghazzah Street, 1988
- Flud, Gaïa, 1998 ((en) Fludd, 1989), trad. Maurice Pagnoux, 244 p.  (ISBN 2-910030-43-1)
- Révolution, Sonatine, 2016 ((en) A Place of Greater Safety, 1992), trad. Jean et Claude DemanuelliPublié en français en deux tomes intitulés L'Idéal, 592 p. (ISBN 978-2-35584-308-2), et Les Désordres (ISBN 978-2-35584-507-9)
- Changement de climat, Gaïa, 1997 ((en) A Change of Climate, 1994), trad. Maurice Pagnou, 411 p.  (ISBN 2-910030-31-8)
- (en) An Experiment in Love: Viking, 1995
- (en) The Giant, O'Brien: Fourth Estate, 1998
- (en) Beyond Black: Fourth Estate, 2005